# 古森重隆

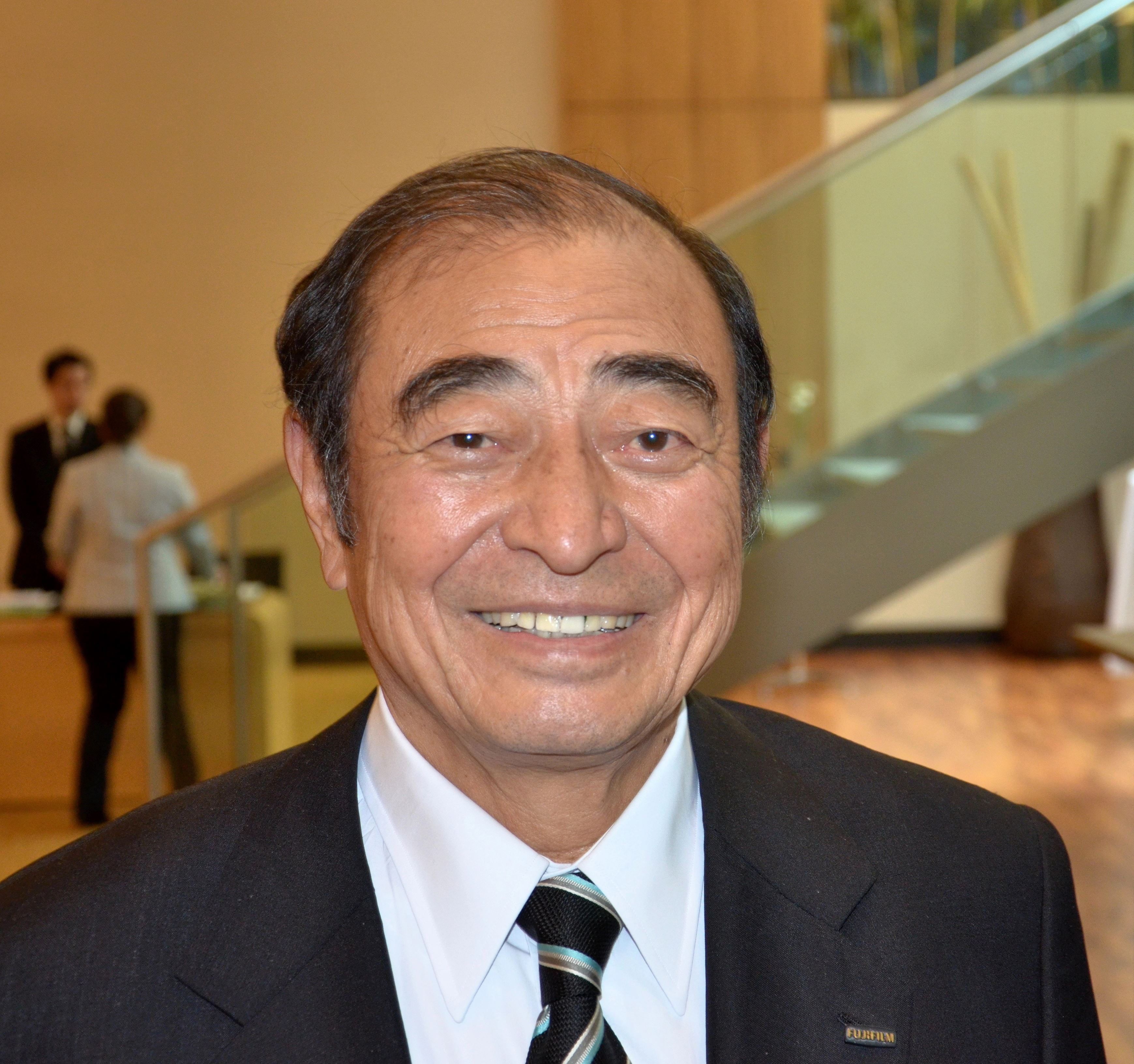
古森重隆 デュッセルドルフ 2015年撮影

古森 重隆（こもり しげたか、1939年9月5日 - ）は、日本の実業家。元日本放送協会(NHK)経営委員会委員長。2016年9月より内閣府規制改革推進会議委員。

## 経歴
長崎県出身。長崎県立長崎西高等学校、東京大学経済学部卒業。東京大学運動会アメリカンフットボール部出身（ポジションはOL/DL）。
1963年、当時の富士写真フイルムに入社し、主に営業畑を歩む。1995年取締役営業第二本部長、96年フジフイルムヨーロッパ社長などを経て、2000年に社長就任。2003年から日独協会会長。2006年、グループ再編により、富士フイルムホールディングス株式会社と、傘下の富士フイルム株式会社代表取締役社長・CEO就任。2012年、富士フイルムホールディングス株式会社と、傘下の富士フイルム株式会社代表取締役会長・CEO就任。2009年旭日重光章。2013年毎日経済人賞。2009年に3億6100万円の役員報酬を、2011年に4億3000万円の役員報酬を、2012年に4億1700万円の役員報酬を、2013年には3億9000万円の役員報酬を受けたと報じられた。
2004年、写真フィルム事業からの事実上の撤退を決断。一方で、フィルム技術を応用した、化粧品や医薬品、医療機器、液晶用フィルムなど他分野に事業を転換した。同時に大規模な人員整理をおこなう事で、会社の業績を立て直す事に成功した。

## NHK経営委員長
2007年6月、NHK経営委員に任命され、委員の互選により委員長に選出される。この人事は、当時の首相だった安倍晋三の強い意向によるものとされる。
同年10月、経営委員会は、当時の執行部が作成した5ヵ年経営計画に対して、「抽象的、部分的な改善策ではなく、抜本的に踏み込んだ改革策が求められる。問題を先送りすることなく、正面から取り組まなければならない」として計画を承認せず、再提案を要請。また、新会長として福地茂雄の起用を提案。新たな執行部体制の構築を進めた。
2008年3月、国際放送に関して、「利害が対立する問題については日本の国益を主張すべきだ。国際放送をただ強化するだけでなく一歩踏み出せ」と発言した。
経営委員会における古森の活動や発言に対しては、強権的・政治的との批判があり、日本ジャーナリスト会議は2008年5月12日、古森の委員長辞任を要求する声明を出した。「NHKを監視・激励する視聴者コミュニティ」などの市民団体は、2008年5月9日に、当時の首相・福田康夫に古森の委員長罷免を要求する文書を送付 し、同年11月16日には、12月に任期満了となる古森の再任に反対する内容の申し入れ書を、麻生内閣の首相・麻生太郎宛てに送付した。
2008年11月11日の会見で、「私としてやれることは大体やれた」と発言。その後委員長の任期満了とともに経営委員自体も退任した。古森の任期は、本業の不祥事が原因で退任した前任者の残り期間であり、2008年12月21日で終わった。

## テレビ出演
- 日経スペシャル カンブリア宮殿 奇跡の構造転換で復活 「攻め」の経営とはこういうことだ！（2012年5月10日、テレビ東京）[13]
- 日経スペシャル カンブリア宮殿 ピンチをチャンスに変えるSP 〜どんな危機も乗り越える!変幻自在のスゴい企業〜（2020年5月14日、テレビ東京）[14]

## 書籍

### 著書
- 『魂の経営』（2013年11月2日、東洋経済新報社）ISBN 9784492502556
- 『君は、どう生きるのか 心の持ち方で人生は変えられる』（2014年6月20日、三笠書房）ISBN 9784837925194